# Caffè Le Giubbe Rosse

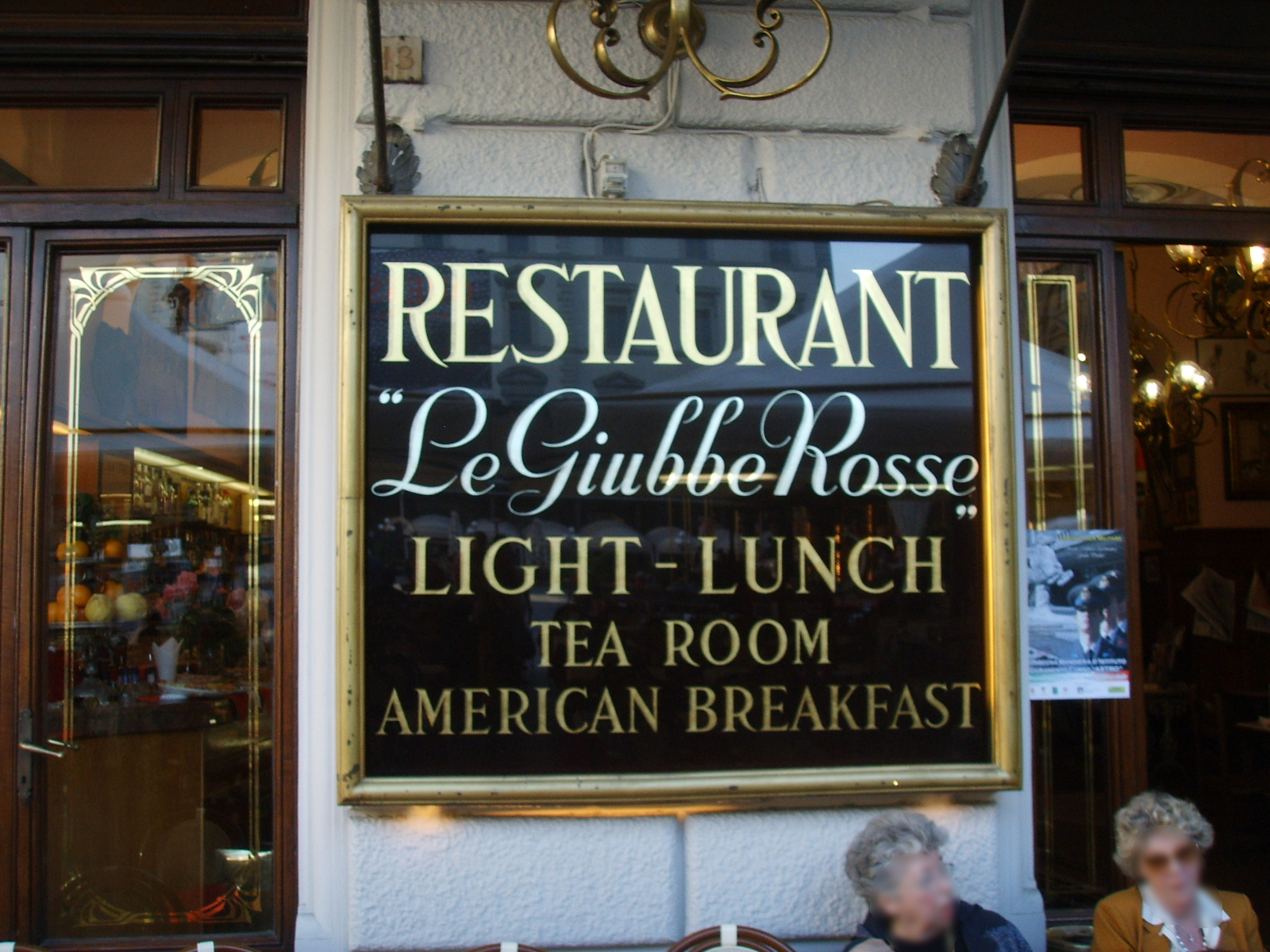
Giubbe Rosse

Caffè Le Giubbe Rosse ist ein Café an der Piazza della Repubblica (13-14r), Florenz. Der Name stammt von den roten Jacken, die die Kellner nach Wiener Vorbild heute noch tragen. Weil den Florentinern die korrekte Aussprache des Namens der deutschen Gründer (Reininghaus) schwerfiel, verabredeten sie sich einfach „bei den Rotjacken (giubbe rosse)“. Der Name bürgerte sich ein und wurde schließlich zur offiziellen Bezeichnung des Cafés. Eine andere Interpretation sieht darin aber auch eine Anspielung auf die camicie rosse, die Rothemden der Streitkräfte Garibaldis während des Risorgimentos. Die rote Kleiderfarbe galt seither als eine Art Ehrenzeichen der liberalen Italiener.

## Geschichte
Das Café hat eine langjährige Reputation als Treffpunkt für Literaten und Intellektuelle. Für den Schriftsteller Alberto Viviani war das Giubbe Rosse ein „fucina di sogni e di passioni“ (eine Schmiede der Träume und Leidenschaften). Das Café war der Ort, wo der Futurismus erblühte, kämpfte und sich ausdehnte, eine Brutstätte für Ideen, Projekte und Leidenschaften: „Wir wollen die Liebe zur Gefahr, die Gewohnheit der Energie und Unbesonnenheit besingen... Wir wollen die aggressive Bewegung, die fiebernde Schlaflosigkeit, den Eilschritt, den Todessprung, die Ohrfeige, den Faustschlag preisen... Wir wollen die Museen, die Bibliotheken, die Akademien jeder Art zerstören, und gegen die Moralität kämpfen... Aus Italien senden wir dieses unser Manifest von umwälzender und entzündbarer Gewalt in die Welt hinaus, womit wir heute den Futurismus gründen; denn wir wollen dieses Land von seinem übelriechenden Geschwür von Professoren, Archäologen, Cicerones und Antiquitätenhändlern befreien.“
Poeten wie Ardengo Soffici, Giovanni Papini, Eugenio Montale, Filippo Tommaso Marinetti, Giuseppe Prezzolini und viele andere trafen sich und schrieben in diesem Literatencafé, einem wichtigen Treffpunkt der italienischen Literatur zu Beginn des 20. Jahrhunderts.
Zeitungen wie Solaria und Lacerba stammen von den Schriftstellern, die das Café besuchten.
Giubbe Rosse wurde Anfang 1900 von zwei Deutschen, den Gebrüdern Reininghaus, gegründet und ist heute im Besitz von Fiorenzo Smalzi, der italienische Lyrik herausgibt.

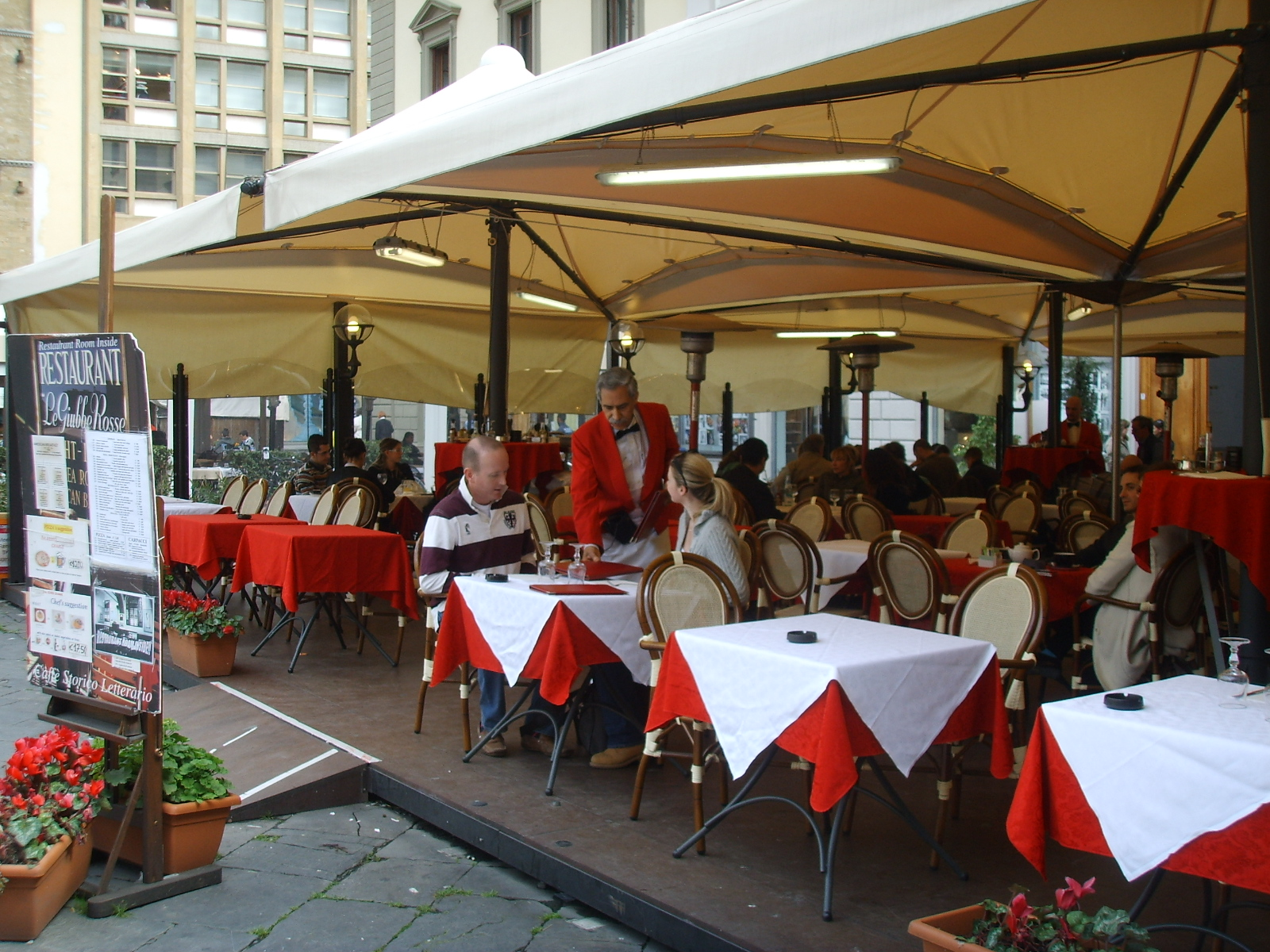
Giubbe rosse
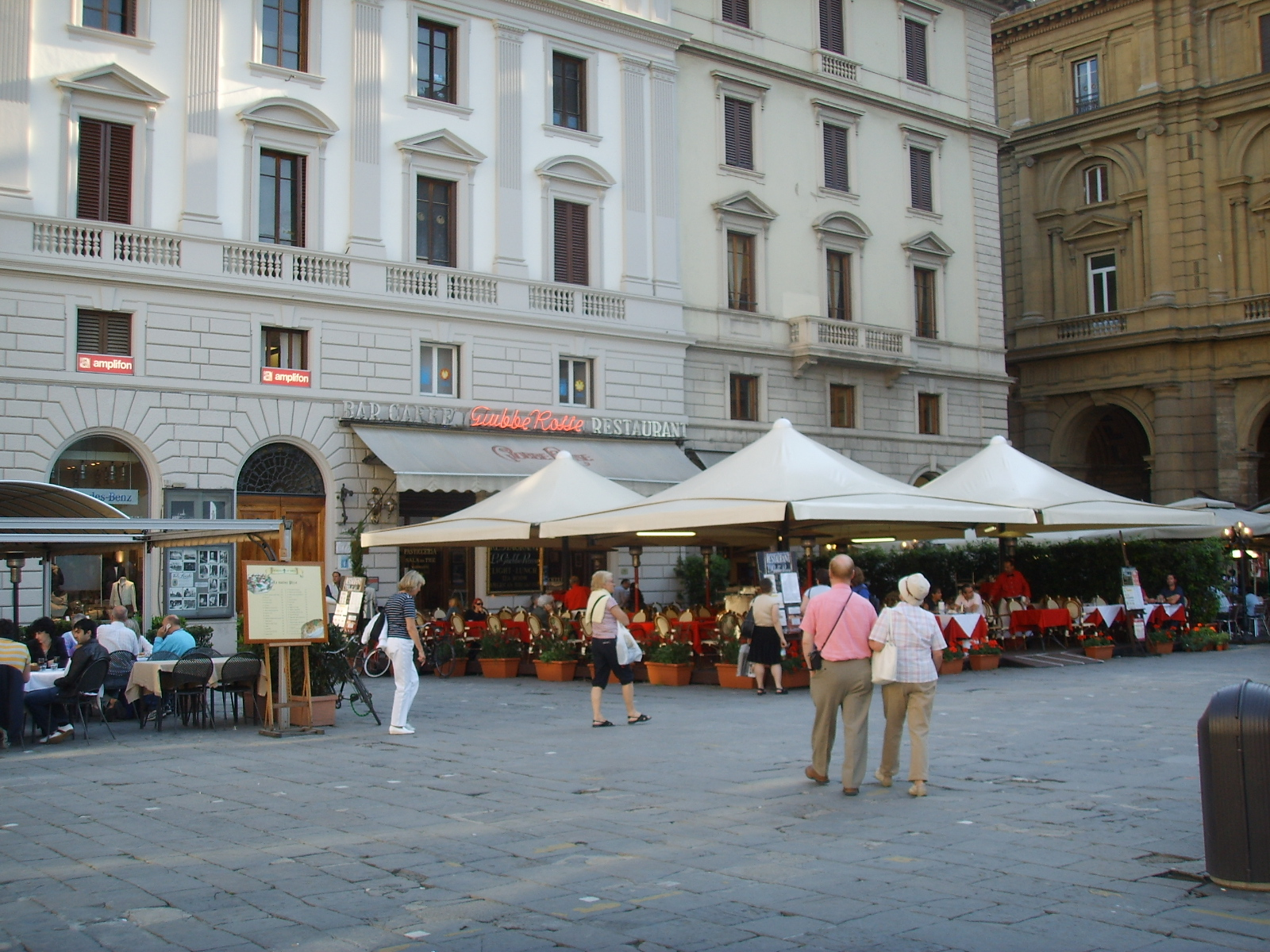
Piazza della Repubblica
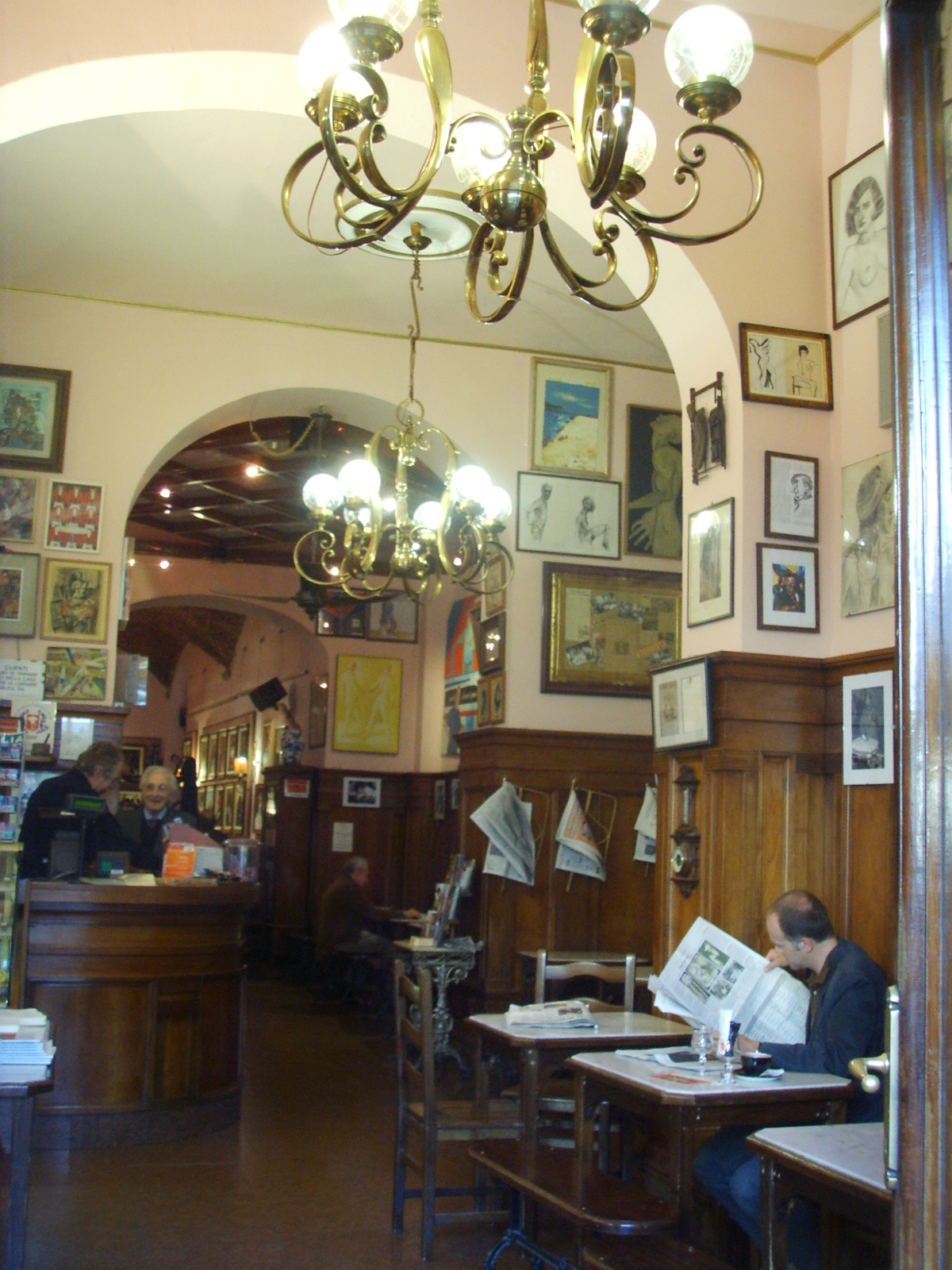
Innenraum